# 山本巍
山本 巍（やまもと たかし、1945年4月5日 - ）は、日本の哲学者。学術博士（東京大学・論文博士・2003年）。東京大学大学院総合文化研究科教授を経て、東京大学名誉教授。

## 来歴
愛媛県生まれ。東京大学理科一類に入学し、1970年教養学科科学史・科学哲学卒業、1972年同大学院人文科学研究科哲学専攻修士課程修了、大森荘蔵、井上忠に学ぶ。1973年同博士課程中退、茨城大学助教授を経て1981年東京大学教養学部助教授、1990年教授。2003年『ロゴスと深淵』により学術博士（東京大学）の学位を取得。2009年退職。

## 著書
- ロゴスと深淵 ギリシア哲学探究 東京大学出版会 2000

## 共編著・翻訳
- ギリシア哲学の最前線 井上忠共訳編 東京大学出版会 1986
- 哲学 原典資料集 共編 東京大学出版会 1993
- 聖書の言語を超えて ソクラテス・イエス・グノーシス 宮本久雄、大貫隆共編 東京大学出版会 1997
- 受難の意味 アブラハム・イエス・パウロ 宮本久雄・大貫隆共編 東京大学出版会 2006
- プラトン 饗宴 訳と詳解　東京大学出版会 2016。訳・解説